# Нойкирхен-ан-дер-Фёкла
Нойкирхен-ан-дер-Фёкла (нем. Neukirchen an der Vöckla) — коммуна (нем. Gemeinde) в Австрии, в федеральной земле Верхняя Австрия. 
Входит в состав округа Фёклабрук.  Население составляет 2476 человек (на 31 декабря 2005 года). Занимает площадь 24 км². Официальный код  —  41716.

## Политическая ситуация
Бургомистр коммуны — Франц Цайлингер (АНП) по результатам выборов 2003 года.
Совет представителей коммуны (нем. Gemeinderat) состоит из 25 мест.
- АНП занимает 13 мест.
- СДПА занимает 7 мест.
- другие: 3 места.
- АПС занимает 2 места.